# Towns i New England

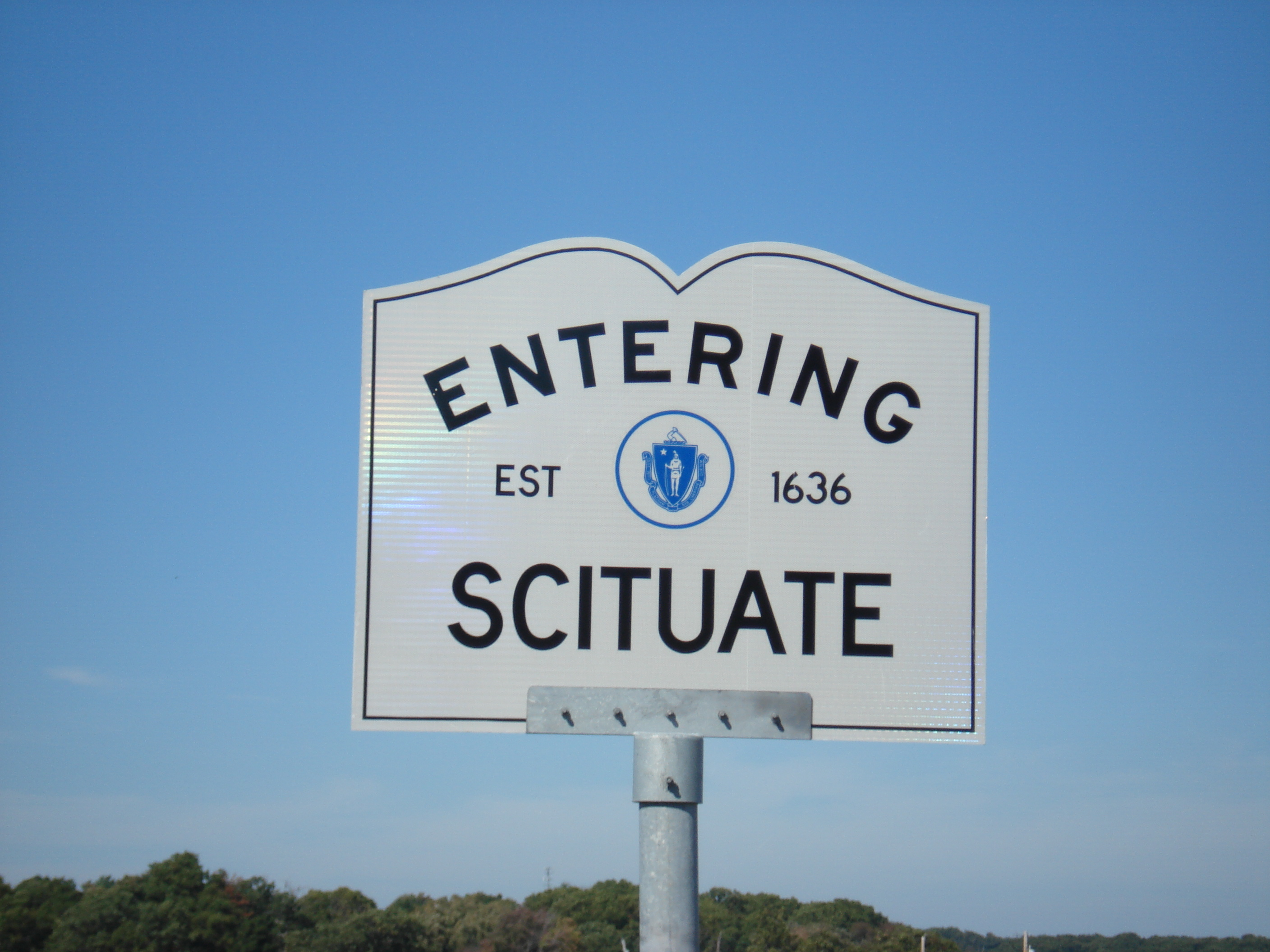
Namnskylt vid kommungräns i Massachusetts med kommunens namn, året den grundades, samt delstatens sigill.

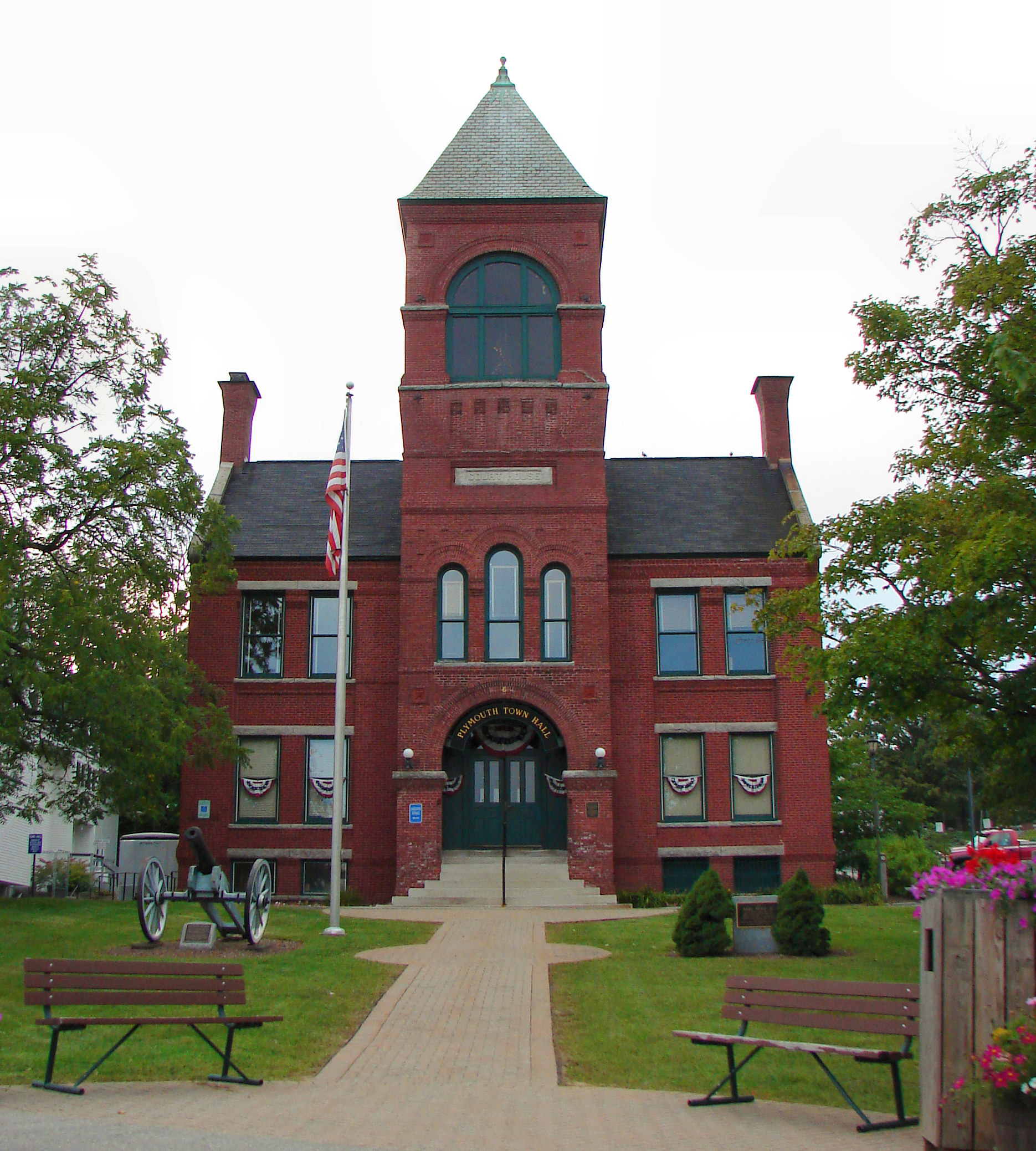
Kommunkontoret (town hall) i Plymouth i New Hampshire.

Towns är den vanligaste kommuntypen i de sex delstaterna i New England i USA, och utgör där grunden för den kommunala självstyrelsen. Till skillnad från den allmänna betydelsen av det engelska ordet town (stad, särskilt mindre sådan) omfattar towns i New England i allmänhet större områden med både tätbebyggelse och landsbygd, i vissa fall utan samlad bebyggelse över huvud taget. De flesta andra amerikanska delstater saknar direkta motsvarigheter.
Många towns styrs genom att man håller town meetings, möten där alla registrerade väljare har rösträtt i mindre towns. Countystyrelserna i New England är vanligtvis mindre betydelsefulla, de har till och med avskaffats i Connecticut och Rhode Island och counties fungerar där endast som geografiska begrepp, medan Massachusetts avskaffat countystyrelserna i åtta av 14 counties.

### Fotnoter
1. ↑  ”Connecticut State Register and Manual, Section VI: Counties”. Connecticut Secretary of the State. Arkiverad från originalet den 27 november 2011. https://web.archive.org/web/20111127033757/http://www.ct.gov/sots/cwp/view.asp?a=3188&q=392376. Läst 23 januari 2010.  ”THERE ARE NO COUNTY SEATS IN CONNECTICUT. County government was abolished effective October 1, 1960; counties continue only as geographical subdivisions.”
2. ↑  ”Facts & History”. http://www.ri.gov/facts/trivia.php. Läst 23 januari 2010.  ”Rhode Island has no county government. It is divided into 39 municipalities, each having its own form of local government.”
3. ↑  ”Historical Data Relating to the Incorporation of and Abolishment of Counties in the Commonwealth of Massachusetts”. Massachusetts Secretary of the Commonwealth. http://www.sec.state.ma.us/cis/cisctlist/ctlistcounin.htm. Läst 23 januari 2010.